# Braunschweiger Löwe

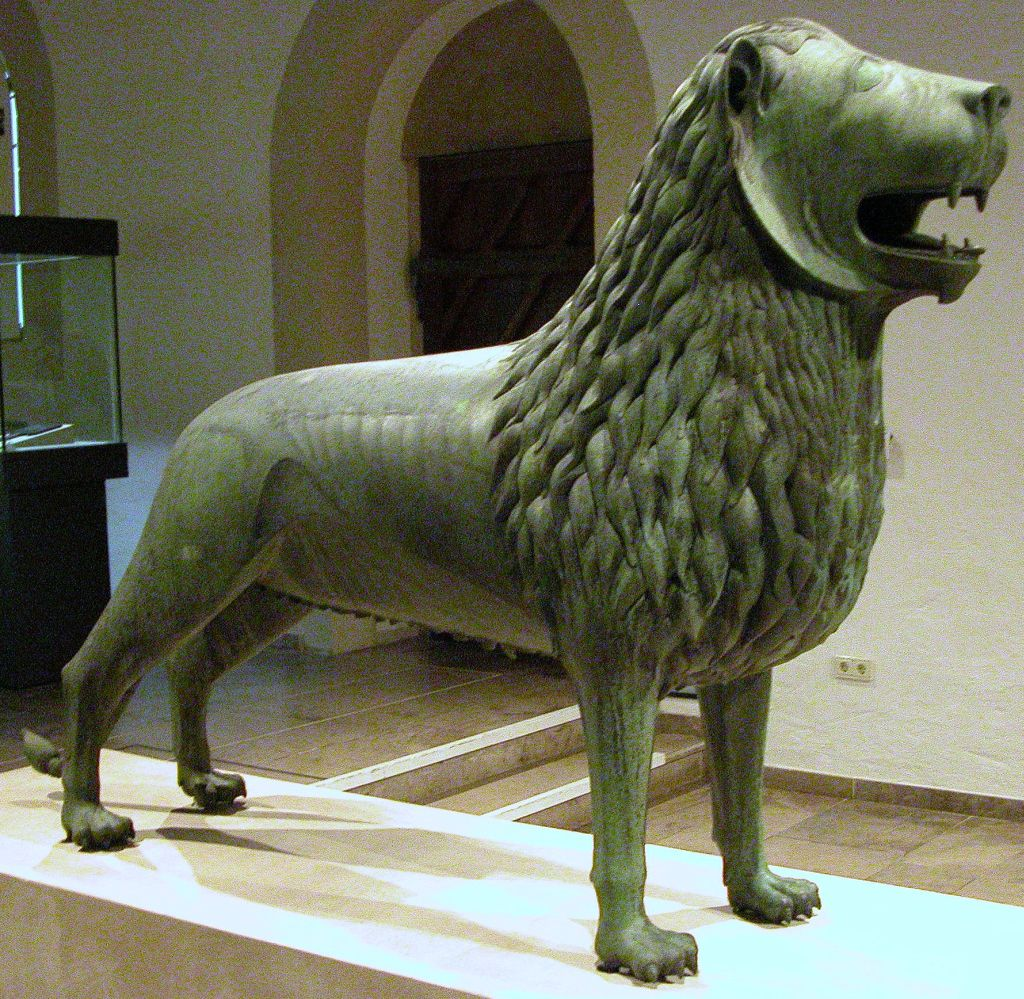
Originalet står inomhus sedan 1989. En kopia står idag på den ursprungliga platsen.

Braunschweiger Löwe, Braunschweigs lejon, är en skulptur och förmodligen stadens mest kända landmärke. Lejonstatyn står på platsen framför Burg Dankwarderode och Braunschweiger Dom. I Braunschweig går statyn under namnet "Burglöwe".
Statyn Braunschweiger Löwes historia går tillbaka till Henrik Lejonet, hertig av Bayern och Sachsen. Han lät skapa statyn som symbol för sitt regentskap 1166 i residenset i Braunschweig. Henrik Lejonet ville därmed demonstrera ett världsligt herradöme i sitt maktcentrum. Här lär hans anspända förhållande och maktanspråk gentemot släktingar som Fredrik Barbarossa ha spelat en viktig roll. Statyn är ett enastående exempel på 1100-talets gjuterikonst. Lejonet avbildades vid denna tid även på mynt och det återfinns på det äldsta bevarande stadssigillet från 1231. Sedan 1300-talet är lejonet Braunschweigs vapendjur.
I modern tid återfinns lejonet även på fordon från MAN AG som ett arv från den Braunschweig-baserade tillverkaren Büssing.